# Serious Organised Crime Agency
La Serious Organised Crime Agency (SOCA - Agenzia per la criminalità organizzata grave) è stato un ente pubblico non dipartimentale del governo del Regno Unito esistito dal 1º aprile 2006 al 7 ottobre 2013. La SOCA era un'agenzia per l'applicazione della legge con il supporto del Home Office, istituito come ente aziendale ai sensi della sezione 1 del Serious Organized Crime and Police Act 2005. L'agenzia ha operato nel Regno Unito e ha collaborato (attraverso la sua rete di uffici internazionali) con molte agenzie esecutive e di intelligence straniera.
L'Agenzia è stata costituita in seguito alla fusione della National Crime Squad, del National Criminal Intelligence Service (parti del quale sono state incorporate nell'AVCIS), della National Hi-Tech Crime Unit (NHTCU), delle sezioni investigative e dell'intelligence di HM Revenue and Customs sul traffico di droga, responsabilità dei servizi di immigrazione per le reti di immigrazione illegale (contrabbandieri, ecc.). L'Assets Recovery Agency è entrata a far parte della SOCA nel 2008, mentre il Serious Fraud Office è rimasta un'agenzia separata.